# Radicaal 82
Radicaal 82 is een van de 34 van de 214 Kangxi-radicalen dat bestaat uit vier strepen.
In het Kangxi-woordenboek zijn er 211 karakters die dit radicaal gebruiken.

## Karakters met het radicaal 82
| Strepen | Karakter                   |
| ------- | -------------------------- |
| + 0     | 毛                         |
| + 3     | 毜 毝                      |
| + 4     | 毞 毟                      |
| + 5     | 毠 毡                      |
| + 6     | 毢 毣 毤 毥 毦 毧 毨 毩 毪 |
| + 7     | 毫 毬 毭 毮                |
| + 8     | 毯 毰 毱 毲 毳 毴 毵 毶    |
| + 9     | 毷 毸 毹 毺 毻 毼 毽       |
| + 10    | 毾                         |
| + 11    | 毿 氀 氁 氂                |
| + 12    | 氃 氄 氅 氆 氇             |
| + 13    | 氈 氉 氊                   |
| + 14    | 氋                         |
| + 15    | 氌                         |
| + 18    | 氍                         |
| + 22    | 氎                         |

Bronskarakter
Groot zegelkarakter
Klein zegelkarakter